# Ватанабэ Хиромото
Ватанабэ Хиромото (яп. 渡辺洪基, 28 января 1848 года — 24 мая 1901 года) — японский государственный деятель, политик, дипломат, педагог. Депутат Императорского парламента Японии, член Сената. Глава префектуры Токио (1885—1886 годы), ректор Токийского университета (1886—1890 годы).

## Биография
Ватанабэ Хиромото родился 28 января 1848 года в городе Футю провинции Этидзэн, в семье врача Фукуй-хана Ватанабэ Сэяна. В 1857 году он поступил в местную школу Риккё, а затем переселился в Фукуйскую школу Сайсэй.
В 1864 году в возрасте 18 лет Хиромото прибыл в Эдо, где обучался медицине под руководством Сато Сюнкая. После этого он поступил в частную школу Кэйо Фукудзава Юкити, по окончании которой основал английскую школу в Айдзу-хане.
В ходе гражданской войны Босин 1868—1869 годов Хиромото участвовал на стороне антиправительственного Северного союза. После императорского помилования он вошёл в состав нового правительства, заняв должность младшего писаря в Министерстве иностранных дел.
В 1871 году Хиромото был избран в посольство Ивакуры, которое два года занималось за рубежом изучением общественно-политического устройства стран Европы и США. В 1874 году после возвращения домой молодого дипломата повысили до ранга секретаря первого класса и отправили временным заместителем посла Японии в Австро-Венгрию.
В 1882—1884 годах Хиромото занимал должность члена Сената Японии, а также выполнял обязанности заместителя председателя Сената. В 1885 года его назначили на должность главы префектуры Токио.
В 1886 году в возрасте 39 лет Хиромото стал пятым ректором Токийского Императорского университета. В следующем году он основал Техническую школу, которая развилась в Токийский университет, а 1895 году вошёл в состав Совета частной школы Кэйо, будущего университета Кэйо. В 1900 году Хиромото стал председателем Окурской торговой школы, на базе которой возник Токийский экономический университет.
В 1890 году Хиромото вторично отправлен в Австро-Венгрию в качестве чрезвычайного и полномочного посла. После возвращения в 1892 году он открыл дорогу Рем, связывавшую префектуры Тотиги и Гумма, а также основал консервативную политическую организацию Национальная Ассоциация. От имени этой организации бывший дипломат участвовал в работе парламента Японии.
24 мая 1901 года Хиромото умер в Токио в возрасте 53 лет.